# Dames in de Dop seizoen 2
Dames in de Dop 2 was het tweede seizoen van Dames in de Dop, en werd uitgezonden vanaf 21 april 2008. De winnares, Michella Kox won €20.000 en een luxueuze vakantie.

## Kandidaten

### In volgorde van eliminatie
- Daisy Ten Brink, 23, uit Alkmaar, Noord-Holland
- Susanne Kroon, 18, uit Assen, Drenthe (gestopt)
- José Makkinga, 25, uit Vroomshoop, Overijssel
- Astrid Kemperman, 20, uit Dronten, Flevoland
- Sandy Schuring, 19, uit Oostzaan, Noord-Holland
- Cherish Walden, 23, uit Den Haag, Zuid-Holland
- Sharon Spronk, 20, uit Utrecht, Utrecht
- Nancy Janssen, 23, uit Den Haag, Zuid-Holland (runner-up)
- Michella Kox, 28, uit Arnhem, Gelderland (winnares)

## Verloop

### Call-out order
| Order | Afl. 1   | Afl. 2   | Afl. 3   | Afl. 4   | Afl. 5   | Afl. 6   |
| ----- | -------- | -------- | -------- | -------- | -------- | -------- |
| 1     | Astrid   | Nancy    | Sharon   | Sharon   | Sharon   | Michella |
| 2     | Michella | Michella | Sandy    | Cherish  | Nancy    | Nancy    |
| 3     | Nancy    | Sandy    | Nancy    | Michella | Michella | Sharon   |
| 4     | Sandy    | Sharon   | Michella | Nancy    | Cherish  |          |
| 5     | Cherish  | Cherish  | Cherish  | Sandy    |          |          |
| 6     | Susanne  | José     | Astrid   |          |          |          |
| 7     | José     | Astrid   | José     |          |          |          |
| 8     | Sharon   | Susanne  |          |          |          |          |
| 9     | Daisy    |          |          |          |          |          |

 De kandidaat won de enige weekprijs en verliet vrijwillig de opleiding
 De kandidaat werd weggestuurd
 De kandidaat won de competitie
- In de eerste aflevering, Astrid, Michella, Nancy en Sandy waren vrijgesteld van eliminatie, omdat zij een speech hielden.
- In de tweede aflevering, Susanne stopte de opleiding, wegens heimwee, daardoor waren Astrid & José vrijgesteld voor eliminatie.

### Leraren
- Henrik de Groot als protocol deskundige
- Coco de Meyere als imago deskundige
- Anouk van Eekelen als etiquette deskundige
- Coen Winkelman als logopedist